# Марченко Людмила Іванівна
Людмила Іванівна Марченко (нар. 28 березня 1983, м. Сміла, Черкаська область) — український політик. Народний депутат України 9-го скликання. 12 липня 2023 року виключена з партії «Слуга народу».

## Життєпис
Закінчила Західноукраїнський національний університет за спеціальностями «Підприємництво», «Фінанси та оподаткування», «Економічна кібернетика». Проводила навчання для ВПО у проєкті ПРООН «Розвиток навичок підприємницької діяльності серед ВПО та місцевого населення Луганської та Донецької областей».
Працювала в департаменті навчання та розвитку персоналу «Епіцентр К» та «Нова лінія».

## Політична діяльність
2019 року обрана народною депутаткою від партії «Слуга народу», № 63 у списку.
Член Комітету ВРУ з питань Регламенту, депутатської етики та організації роботи, голова підкомітету з питань законодавства про статус народного депутата України.
12 грудня 2019 року увійшла до складу об'єднання «Гуманна країна», створеного за ініціативи UAnimals для популяризації гуманістичних цінностей та захисту тварин від жорстокості.
Співголова групи з міжпарламентських зв'язків з Грузією, член групи зв’язків із Азербайджаном.
2020 року Марченко, коментуючи військове протистояння між Вірменією та Азербайджаном, заявила про готовність Києва надати військову допомогу Баку. Дмитро Кулеба та Арсен Аваков заперечили цю заяву.
12 липня 2023 року, згідно з повідомленням помічниці голови партії Олени Шуляк Анастасії Клімчук, народну депутатку Людмилу Марченко виключили з партії «Слуга народу» після оголошення їй підозри у зловживанні впливом. За даними слідства, вона обіцяла за гроші допомогти військовозобов'язаному виїхати за кордон. Окрім того, згідно з повідомленням, Тернопільська обласна організація партії «Слуга народу» достроково припинила повноваження Марченко.
22 липня 2025 року проголосував за проєкт закону 12414, що обмежує Національне антикорупційне бюро України та Спеціалізовану антикорупційну прокуратуру. Закон викликав хвилю антикорупційних протестів.

## Кримінальне переслідування
5 липня 2023 року, НАБУ повідомило, що помічниця Людмили Марченко отримувала хабар за включення через обласні військові адміністрації у систему «Шлях», що дає дозвіл на виїзд за кордон. Детективи провели обшук у Марченко.
Того ж дня колишній заступник міністра МВС Антон Геращенко заявив про затримання Людмили Марченко в м. Тернополі під час отримання хабаря в $3 тис. Пізніше було додано відео, де Марченко намагалася позбутися хабаря.
12 липня 2023 року Людмилу Марченко було виключено з партії «Слуга народу».